# ديفيد مكنيفين
ديفيد مكنيفين (بالإنجليزية: David McNiven)‏ هو لاعب كرة قدم بريطاني في مركز الهجوم، ولد في 27 مايو 1978 في ليدز في المملكة المتحدة. شارك مع منتخب إنجلترا لكرة القدم C ‏. أما مع النوادي، فقد لعب مع أولدهام أثلتيك وكوين أوف ساوث ونادي برادفورد بارك أفنيو ونادي تشستر سيتي ونادي ساوثبورت ونادي سكاربورو ونادي فاسالوندس ونادي موركامب ونادي هايد إف سي ونادي ووركينغتون ونادي يورك سيتي وهاميلتون أكاديميكال.

## وصلات خارجية
- ديفيد مكنيفين على موقع قاعدة بيانات كرة القدم.إي يو (الإنجليزية)
- ديفيد مكنيفين على موقع Soccerbase.com (لاعب) (الإنجليزية)